# ヤマサ醤油
ヤマサ醤油株式会社（ヤマサしょうゆ、英:YAMASA CORPORATION）は、千葉県銚子市に本社を置き、醤油や各種調味料の製造や販売を行う企業である。
七代目当主濱口梧陵が医学をはじめ社会貢献事業に尽力し、現在でも医薬品原体（原薬）や医薬中間品や医薬化成品や診断薬などの製造や販売を行っている。

## 沿革

### 年表
- 1645年（正保2年）

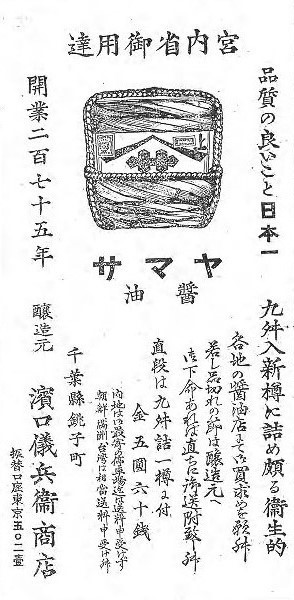
1919年の広告

  - 初代当主濱口儀兵衛が醤油発祥の地、紀州由良の隣町である紀州有田郡広村（現・広川町）から銚子に移住し、本場の醤油造りで創業した[2]。
- 1854年（安政元年） 
  - 安政南海地震による大津波が広村を襲来した際、七代目当主濱口梧陵が稲むらに火をつけ高台に誘導したことで[3]、ほとんどの村人が難を逃れた。このエピソードは「稲むらの火」として戦前の国定小学国語教科書に採用され、同エピソードを扱った絵本 [4][5] や紙芝居 [6] も発行された。
- 1864年（元治元年） 
  - 江戸幕府より品質に優れた醤油として、最上醤油の称号を拝領、商標の右上にある「上」の由来となる。
- 1885年（明治18年）
  - 八代目当主濱口儀兵衛は国産ソース第一号である醤油ベースのソースを作り「新味醤油」と命名し、製造特許を取得した。また、このソースを木樽に詰めサンフランシスコに送り、現地で陶器製の三角型の容器に詰め換え「ミカドソース」として販売した。
- 1895年（明治28年）
  - 関東最初の宮内省御用達醤油に認可される。
- 1899年（明治32年）
  - 十代目当主濱口梧洞が醤油研究所を設立。
- 1928年（昭和3年）11月
  - 個人経営から株式会社組織へ改め、ヤマサ醤油株式会社を設立。
- 1946年（昭和21年）6月6日
  - 昭和天皇が第三工場に行幸（昭和天皇の戦後巡幸）[7]。
- 1957年（昭和32年）  
  - ヤマサ醤油研究員の國中明（後に常務取締役研究所長）が、鰹節のうま味成分がイノシン酸の中の5′-イノシン酸であることを見出し、酵母のリボ核酸（RNA）分解法によって工業的に5′-イノシン酸を作る酵素を生産する微生物を発見した。
- 1958年（昭和33年）
  - 國中明が、同じ酵素を使ってできる5′-グアニル酸が、椎茸のうま味成分であることを発見。
- 1961年（昭和36年）
  - 複合うま味調味料「ヤマサフレーブ」を発売。
- 1964年（昭和39年） 
  - 5′-イノシン酸と5′-グアニル酸の工業的生産に成功。國中明は、これらのうま味成分は、昆布のうま味であるグルタミン酸ナトリウムと混合すると驚異的にうま味が増幅する「味の相乗効果」を発見し、「恩賜発明賞」を受賞した。
- 1967年
  - 「ヤマサめんつゆ」発売。
- 1970年（昭和45年）  
  - うま味調味料の開発でヤマサが扱う核酸は、医学生物学において基本的な物質であり、核酸関連物質を医薬品として開発することに目を向けて、医薬品分野に事業範囲を拡大し、医薬品製造業の許可を取得。
- 1974年（昭和49年）
  - 「ヤマサそばつゆ」発売。
- 1976年（昭和51年） 
  - 「C-AMP測定キット」「C-GMP測定キット」などの核酸関連物質を研究用試薬として発売。
- 1979年（昭和54年）
  - 業界初のびん入りストレートつゆ「ヤマサ専科シリーズ」を発売。
- 1986年（昭和61年） 
  - 体外診断用医薬品として「サイクリックAMPキット ヤマサ」、「PTHキット ヤマサ」の製造承認を取得し、本格的に体外診断用医薬品の製造・販売を開始。
- 1988年（昭和63年）
  - 診断薬部を設立、国内企業でも最も早い段階でモノクローナル抗体取得技術の確立に成功し、同抗体技術を体外診断薬製品の開発に活用、展開することにより新しい体外診断用医薬品を創出。
- 1992年（平成4年） 
  - YAMASA CORPORATION U.S.A. 設立。
  - 共同開発していた白血病の治療薬「シタラビンオクホスファート ヤマサ」の製造承認を取得。
  - ｢ヤマサ有機丸大豆の吟選しょうゆ」発売。
- 1993年（平成5年）
  - 日本商事が開発し臨床試験を行った帯状疱疹治療の抗ウィルス薬「ソリブジン」にヤマサが原薬を提供した。ソリブジンは帯状疱疹ウイルスに著効のある新しい抗ウイルス薬であったが、抗癌剤治療薬「5-フルオロウラシル」との飲み合わせの副作用により投与された患者が亡くなる事件があった。
- 1994年（平成6年）7月
  - アメリカ工場（オレゴン州）竣工。
- 1995年（平成7年）7月
  - 共同開発していた白血病の治療薬「ペントスタンチン」の製造承認を取得。
- 1997年（平成9年）
  - 「ヤマサ昆布つゆ」発売。
- 1999年（平成11年）
  - 「ヤマサ昆布ぽん酢」発売。
- 2000年（平成12年）
  - ISO 9001:2000認証取得。
- 2002年（平成14年）
  - 本社醤油製造工場の醤油仕込みタンクに業界初のスーパーステンレスタンクを導入。
- 2004年（平成16年）
  - アメリカバージニア州のたまり醤油メーカーであるSan-J INTERNATIONAL, Inc.に資本参加。
- 2005年（平成17年） 
  - San-J INTERNATIONAL, Inc.の親会社であった、サンジルシ醸造株式会社（三重県桑名市）の営業譲渡を受ける。
- 2008年（平成20年）
  - タイ バンコクに醤油の販売会社 YAMASA THAILAND CO.LTDを設立（現在のYAMASA ASIA OCEANIA CO.,LTD.）。
- 2009年（平成21年）
  - 開封後も醤油の鮮度を保持する機能のある容器を開発し「ヤマサ鮮度の一滴 特選しょうゆ」を首都圏限定で発売[8]。2010年（平成22年）に販売エリアを全国に拡大した[9]。
- 2011年（平成23年）
  - ヤマサ成田工場竣工。
- 2014年（平成26年）
  - パリの食品見本市シアルでのイベント、ワールド・ツアー・バイ・シアルにて、「鮮度の一滴150ml鮮度パック」が銀賞を受賞（世界127品中の2位）。
- 2015年（平成27年）
  - オランダ アムステルダムに醤油の販売会社YAMASA EUROPE B.V.を設立。
- 2016年（平成28年）
  - 本社銚子工場にしょうゆ味わい体験館がオープン[10]。
- 2018年（平成30年）
  - FSSC22000認証取得。

### 付記
- 稲むらの火
  - 安政南海地震による大津波が広村を襲来した際のエピソードを基にした作品である。1920年にラフカディオ・ハーン（小泉八雲）が実話を基に小説化し、"A Living God（生ける神）"として梧陵を紹介した。その後、戦前文部省が教科書の題材を公募した際に小学校教師であった中井常蔵氏が応募、書き改められた物語が「稲むらの火」として戦前の国定小学国語教科書に採用された。濱口梧陵は安政南海地震後、復興と将来の津波被害を防止するため大堤防築造工事（長さ600ｍ、高さ5ｍ）などに尽力した。震災復興以外にも、教育や人材育成のため広村に「稽古場」の設置、火災にあった江戸（神田お玉ヶ池）の「種痘所」再建への資金援助、安政コレラの大流行の江戸から銚子への蔓延を防いだ。2007年（平成19年）4月22日に、濱口梧陵の記念館と津波防災教育センターから成る防災教育施設の「稲むらの火の館」が和歌山県有田郡広川町に開館した。

- ヤマサ鮮度の一滴 特選しょうゆ
  - 開封後も醤油の鮮度を保持する機能のある容器を開発・採用し、醤油の色や風味を70日間保つことができる商品として発売された。通常、醤油は空気に触れると酸化して風味の劣化が進み、容器に入った醬油も開封後は1カ月ほどで黒ずんでくる。この新容器の注ぎ口は約2マイクロメートルの薄い膜となっており、重さで口が開く構造となっている。この注ぎ口は毛細管現象によって逆止弁のような働きをするため開封後も空気が入らない構造（真空構造）となっている。同商品の容器は新潟県三条市に本社を置く悠心との共同開発によって誕生し、同社が開発したエコ容器、P.I.Dが採用された。ちなみに、同商品は2010年（平成22年）2月22日に販売エリアを全国に拡大し、2011年（平成23年）にグッドデザイン賞を受賞、醤油に「鮮度」という新たな価値を消費者に提供した。今では当たり前になりつつある「鮮度保持容器」の先鞭をつけた。

## 事業所
国内及び海外に事業所や関連会社を設けている。

### 国内事業所
本社
- 千葉県銚子市新生町2-10-1

支社
- 東京支社 : 東京都中央区日本橋蛎殻町1-23-8

支店
- 札幌支店 : 札幌市中央区大通西19-1
- 仙台支店 : 仙台市青葉区大町2-11-4
- 新潟支店 : 新潟市中央区万代3-4-25
- 静岡支店 : 静岡市駿河区宮本町8-25
- 名古屋支店 : 名古屋市中区千代田5-21-14
- 大阪支店 : 大阪市西区江戸堀1-22-11

営業所
- 金沢営業所 : 石川県金沢市上堤町1-15 金沢上堤町ビル
- 広島営業所 : 広島市中区舟入町6-2 小島舟入ビル
- 福岡営業所 : 福岡市博多区須崎町3-2

工場
- 銚子工場 : 千葉県銚子市新生町2-10-1
- 成田工場 : 千葉県成田市浅間452-5

### 海外事業所
- YAMASA CORPORATION U.S.A
- YAMASA EUROPE B.V.
- YAMASA ASIA OCEANIA CO.,LTD.
- San-J INTERNATIONAL, Inc.

## 工場見学
銚子工場で工場見学を行っている。見学内容およびアクセス情報は下記を参照。

### 見学内容

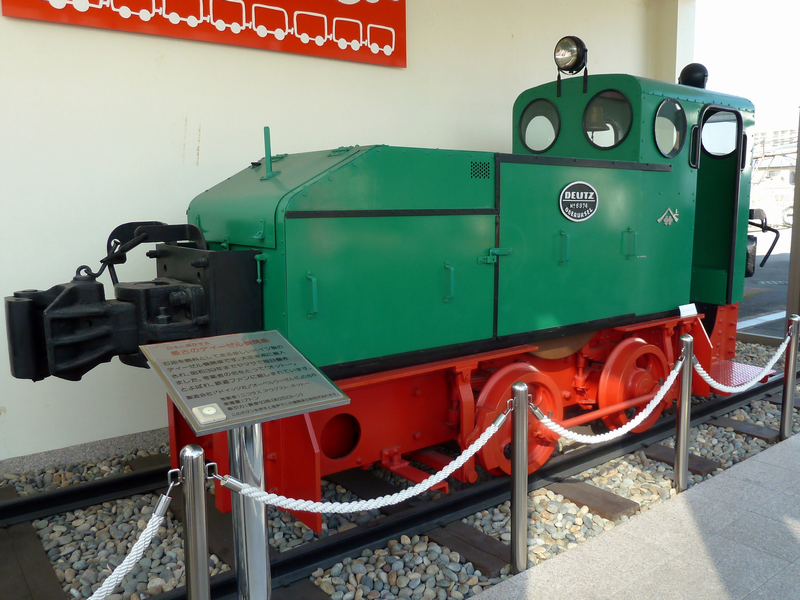
しょうゆ味わい体験館に
展示されているディーゼル機関車
「オットー」（2012年3月）

映像でヤマサ醤油の歴史や醤油の造り方などを知ることができる。「タップトーク」は、直径6mもの大きな桶を模したスペースの中に入り、もろみから醤油になるまでの変化を足元の映像と音で楽しむバーチャル体験プログラムである。
「しょうゆ味わい体験館」では、ヤマサ醤油の歴史的資料や昔のしょうゆ造りに使用した道具の展示があり、銚子でしょうゆ造りが栄えた理由や、昔のしょうゆ造りの様子を見学できる。
なお、銚子工場には国内現存で最古のディーゼル機関車（通称「オットー機関車」）が展示・保存されている。

### アクセス
鉄道
- 銚子電気鉄道 銚子電気鉄道線 銚子駅（JR 総武本線乗入駅）下車、徒歩約7分[18]。
- 銚子電気鉄道銚子電気鉄道線仲ノ町駅下車、徒歩約3分[18]。

自動車
- 東関東自動車道佐原香取IC下車、約1時間[18]。

## 事業内容

### 醤油・食品の製造販売

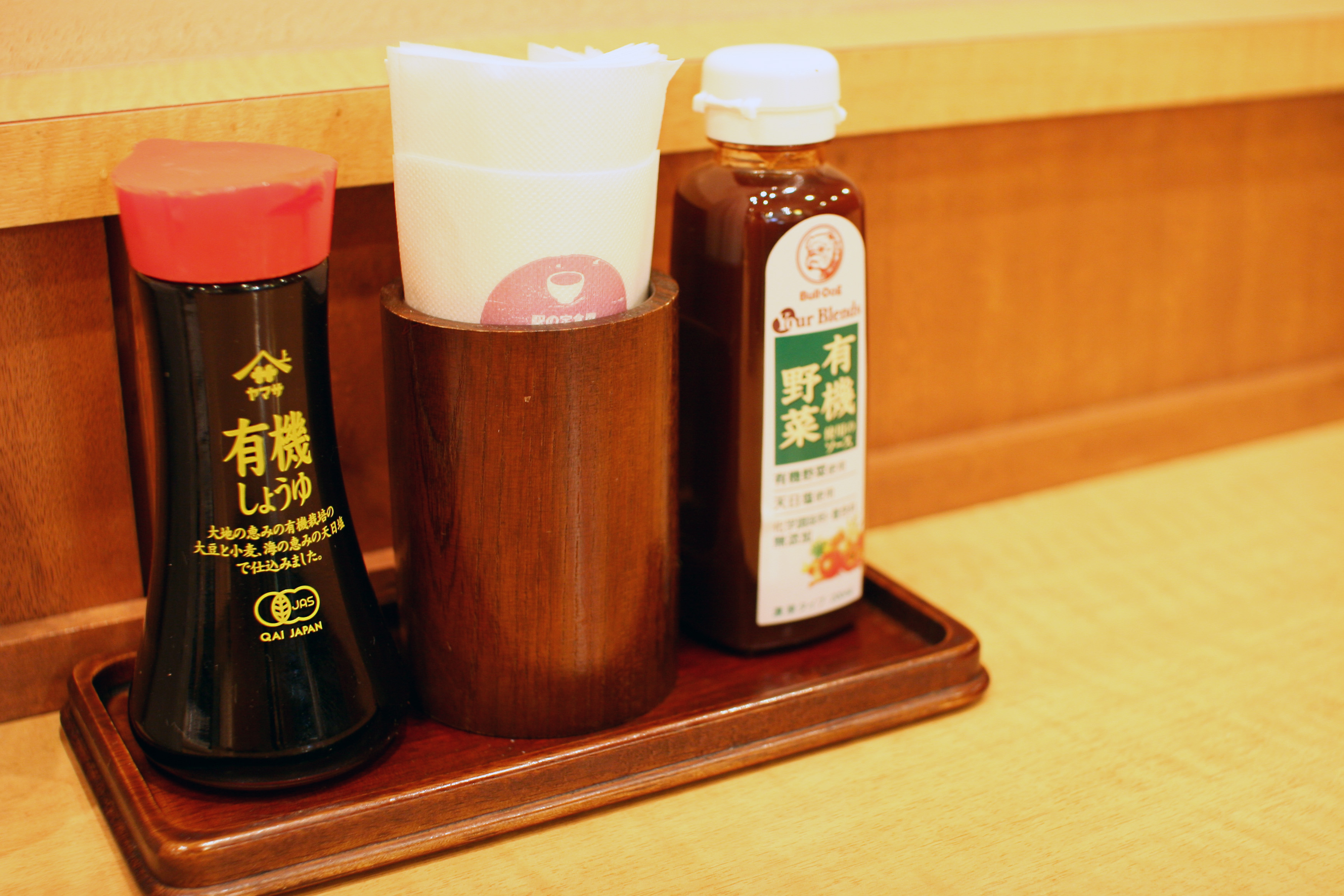
飲食店のテーブルに置かれた
ヤマサ有機しょうゆ（2006年9月）

#### 醤油 主な商品
- ヤマサしょうゆ
- ヤマサ有機丸大豆の吟選しょうゆ
- ヤマサ丸大豆しょうゆ
- ヤマサ減塩しょうゆ
- ヤマサさしみしょうゆ
- ヤマサ鮮度の一滴 特選しょうゆ
- ヤマサ鮮度生活
- ヤマサ絹しょうゆ

#### つゆ 主な商品
- ヤマサ昆布つゆ
- ヤマサぱぱっとちゃんとこれ!うま!!つゆ
- ヤマサそうめん専科
- ヤマサざるそば専科

#### ぽん酢 主な商品
- ヤマサ昆布ぽん酢
- ヤマサまる生ぽん酢

#### 他の食品 主な商品
- ヤマサフレーブ
- ヤマサ日東味の精
- ヤマサ風味だし
- ヤマサ大漁だし

### 医薬・化成品の製造販売
リボ核酸分解法によるうまみ調味料の製造販売を開始以降、核酸関連物質に特化した医薬・化成品事業を展開し、医薬品原薬、医薬品原料、食品添加物、化粧品原料などの製造販売を行っている。新型コロナウイルスのパンデミックにおいては、mRNAワクチンの製造に欠かせない材料であるシュードウリジンを製造して海外のmRNAワクチンメーカーに供給した。

### 体外診断薬の製造販売
甲状腺疾患や内分泌疾患など各種疾患の診断補助に用いる体外診断用医薬品の製造販売を行っている。

## テレビ番組
- 日経スペシャル カンブリア宮殿 プロ料理人も食品メーカーも大絶賛! 変化を恐れず挑戦する老舗・醤油メーカーのサバイバル術（2017年8月10日、テレビ東京）[21]

## スポンサー番組

### 現在
- 無し

### 過去
- 奥さまは魔女（TBS系列、藤沢薬品工業と2社提供）
- まんが日本昔ばなし（毎日放送・TBS系列）
- 逸見のその時何が!（同上）
- コボちゃん（読売テレビ・日本テレビ系列）
- 火曜サスペンス劇場（日本テレビ系列）

ほか

## CM

### 出演者

#### 現在
- 大泉洋（ぱぱっとちゃんとこれ!うま!!つゆ）[22]
- マツコ・デラックス（鮮度生活）[23][24]

#### 過去
- 工藤夕貴
- 小鹿番（おろしぽん酢）
- 草彅剛（昆布ぽん酢）
- 木村文乃（絹しょうゆ）
- 真矢ミキ（鮮度生活）
- さかなクン（鮮度生活）
- 野村萬斎（鮮度生活）
- 吉岡秀隆（昆布つゆ）
- 麻生久美子（昆布つゆ）
- 秋山庄太郎（さしみしょうゆ）
- 中尾彬（昆布つゆ）[25]
- 江守徹（昆布つゆ）[25]
- 芦屋雁之助（昆布つゆ）
- 薬丸裕英（昆布つゆ）
- 内山信二（昆布つゆ）
- イッセー尾形（そうめん専科）
- 昭和のいる・こいる（昆布ぽん酢）
- 進藤英太郎（フレーブ）
- 堺正章（フレーブ）

### CMソング
- 「こんこん昆布つゆ」（作詞：水天宮、作曲・編曲：長沢ヒロ）

昆布つゆのコマーシャルソング。芦屋雁之助が歌ったものが1998年2月11日にCD（シングル「お入り」のカップリングソング）として発売された。同曲は、CMソングのコンピレーション・アルバムにも収録されたことがある。
- 『昆布つゆ音頭』唄：金沢明子（2005年6月 - ）

## 類似商号
- 『ヤマサ』の名を冠する企業は全国各地にあり、食品関係だけでも魚肉練り製品メーカーのヤマサ蒲鉾（兵庫県姫路市）やヤマサちくわ（愛知県豊橋市）などがあるが、これら各企業との関係はない。